# Stelis buchtienii
Stelis buchtienii är en orkidéart som beskrevs av Rudolf Schlechter. Stelis buchtienii ingår i släktet Stelis och familjen orkidéer. Inga underarter finns listade i Catalogue of Life.